# Eesti Karikas 1997-1998
La Coppa d'Estonia 1997-1998 (in estone Eesti Karikas) è stata la 6ª edizione del torneo dopo l'indipendenza dell'Estonia. Il Flora Tallinn ha vinto il trofeo per la seconda volta nella sua storia.

## Formula
Il torneo si dipanava su sette turni: mentre i primi tre erano su gare di sola andata, ottavi, quarti e semifinali prevedevano turni di andata e ritorno. Le formazioni della Meistriliiga 1997-1998 entrarono in scena solo a partire dagli ottavi, giocando la partita unica fuori casa.
La finale fu giocata in gara unica a Kuressaare.

## Primo turno preliminare
Le gare furono disputate il 21 agosto 1997.
| Squadra 1           | Risultato       | Squadra 2              |
| ------------------- | --------------- | ---------------------- |
| Sadam Muuga         | 3 - 1           | Kalju Nõmme            |
| Ajax Lasnamäe       | [ 1 ]           | MC Tallinn             |
| Rada Kuusalu        | 2 - 3           | Irbis Kiviõli          |
| Fortuna Tapa        | 1 - 1 (5-4 dcr) | Veteranid Kohtla-Järve |
| Jalgpallikool Tartu | 10 - 3          | Lootos Põlva           |
| Tulevik Viljandi 2  | 10 - 0          | Kalevi ÜJP Jägala      |
| Atli Rapla          | 2 - 1           | 1. FC Tallinn          |

## Secondo turno preliminare
Le gare furono disputate il 3 settembre 1997.
| Squadra 1           | Risultato | Squadra 2         |
| ------------------- | --------- | ----------------- |
| Alvigo Tallinn      | 1 - 5     | Vigri Tallinn     |
| Tempori Kehra       | 3 - 2     | Kompanii Märjamaa |
| Atli Rapla          | 3 - 2     | Junior Maardu     |
| Irbis Kiviõli       | [ 2 ]     | Sadam Muuga       |
| Tulevik Viljandi 2  | 2 - 1     | Veteran Maardu    |
| MC Tallinn          | 3 - 0     | Fortuna Tapa      |
| Baltika Narva       | [ 3 ]     | Keila             |
| Jalgpallikool Tartu | 0 - 2     | Lelle             |

## Sedicesimi di finale
Le gare furono disputate il 17 settembre 1997. Il Vigri fu ammesso direttamente agli ottavi.
| Squadra 1          | Risultato | Squadra 2         |
| ------------------ | --------- | ----------------- |
| Lelle              | 1 - 0     | Kalev Sillamäe    |
| Tempori Kehra      | 1 - 2     | Pärnu             |
| Keila              | 1 - 2     | Merkuur Tartu     |
| Irbis Kiviõli      | 5 - 0     | JK Dokker Tallinn |
| MC Tallinn         | 3 - 2     | Olümpia Maardu    |
| Atli Rapla         | -         | Vall Tallinn      |
| Tulevik Viljandi 2 | 4 - 2     | Dünamo Tallinn    |

## Ottavi di finale
Le gare furono disputate tra l'1 e il 12 ottobre 1997.
| Squadra 1          | Risultato | Squadra 2        |
| ------------------ | --------- | ---------------- |
| MC Tallinn         | 0 - 4     | Tulevik Viljandi |
| Lelle              | 0 - 6     | Sadam Tallinn    |
| Merkuur Tartu      | 0 - 7     | Flora Tallinn    |
| Atli Rapla         | 0 - 7     | Trans Narva      |
| Tulevik Viljandi 2 | 0 - 2     | EP Jõhvi         |
| Pärnu              | 0 - 6     | Lantana Tallinn  |
| Irbis Kiviõli      | 0 - 3     | Lelle            |
| Vigri Tallinn      | 0 - 5     | TVMK Tallinn     |

## Quarti di finale
Le gare di andata furono disputate il 22 aprile 1998, quelle di ritorno il 6 maggio 1998.
| Squadra 1        | Totale | Squadra 2     | Andata | Ritorno |
| ---------------- | ------ | ------------- | ------ | ------- |
| Lantana Tallinn  | 2 - 0  | Sadam Tallinn | 0 - 0  | 2 - 0   |
| Tulevik Viljandi | 4 - 3  | TVMK Tallinn  | 2 - 2  | 2 - 1   |
| Flora Tallinn    | 12 - 0 | EP Jõhvi      | 7 - 0  | 5 - 0   |
| Lelle            | 3 - 7  | Trans Narva   | 2 - 2  | 1 - 5   |

## Semifinali
Le gare di andata furono disputate il 20 maggio 1998, quelle di ritorno il 26 maggio 1998.
| Squadra 1        | Totale | Squadra 2       | Andata | Ritorno |
| ---------------- | ------ | --------------- | ------ | ------- |
| Tulevik Viljandi | 1 - 3  | Flora Tallinn   | 0 - 0  | 1 - 3   |
| Trans Narva      | 0 - 7  | Lantana Tallinn | 0 - 4  | 0 - 3   |

## Finale
| Squadra 1     | Risultato | Squadra 2       |
| ------------- | --------- | --------------- |
| Flora Tallinn | 3 - 2     | Lantana Tallinn |

| Kuressaare 20 giugno 1998                                                          | Flora Tallinn | 3 – 2                  | Lantana Tallinn |  |
| \| \| \| \| \| Oper 8’, 72’ Zelinski 83’ \| Marcatori \| 39’ Jershov 70’ Leitan \| |               |                        |                 |  |
|                                                                                    |               |                        |                 |  |
| Oper 8’, 72’ Zelinski 83’                                                          | Marcatori     | 39’ Jershov 70’ Leitan |                 |  |